# Masuda Takuya
Masuda Takuya (増田 卓也, sinh ngày 29 tháng 6 năm 1989) là một cầu thủ bóng đá người Nhật Bản thi đấu cho V-Varen Nagasaki.

## Thống kê câu lạc bộ
Cập nhật đến ngày 23 tháng 2 năm 2018.
| Thành tích câu lạc bộ | Thành tích câu lạc bộ | Thành tích câu lạc bộ | Giải vô địch | Giải vô địch | Cúp                   | Cúp                   | Cúp Liên đoàn | Cúp Liên đoàn | Châu lục | Châu lục  | Khác1   | Khác1     | Tổng cộng | Tổng cộng |
| Mùa giải              | Câu lạc bộ            | Giải vô địch          | Số trận      | Bàn thắng    | Số trận               | Bàn thắng             | Số trận       | Bàn thắng     | Số trận  | Bàn thắng | Số trận | Bàn thắng | Số trận   | Bàn thắng |
| Nhật Bản              | Nhật Bản              | Nhật Bản              | Giải vô địch | Giải vô địch | Cúp Hoàng đế Nhật Bản | Cúp Hoàng đế Nhật Bản | Cúp Liên đoàn | Cúp Liên đoàn | AFC      | AFC       | Khác    | Khác      | Tổng cộng | Tổng cộng |
| --------------------- | --------------------- | --------------------- | ------------ | ------------ | --------------------- | --------------------- | ------------- | ------------- | -------- | --------- | ------- | --------- | --------- | --------- |
| 2012                  | Sanfrecce Hiroshima   | J1 League             | 0            | 0            | 1                     | 0                     | 2             | 0             | -        | -         | -       | -         | 3         | 0         |
| 2013                  | Sanfrecce Hiroshima   | J1 League             | 1            | 0            | 3                     | 0                     | 1             | 0             | 1        | 0         | 1       | 0         | 7         | 0         |
| 2014                  | Sanfrecce Hiroshima   | J1 League             | 3            | 0            | 1                     | 0                     | 0             | 0             | 0        | 0         | 0       | 0         | 4         | 0         |
| 2015                  | Sanfrecce Hiroshima   | J1 League             | 0            | 0            | 2                     | 0                     | 4             | 0             | -        | -         | 0       | 0         | 6         | 0         |
| 2016                  | Sanfrecce Hiroshima   | J1 League             | 0            | 0            | 0                     | 0                     | 0             | 0             | 1        | 0         | 0       | 0         | 1         | 0         |
| 2017                  | V-Varen Nagasaki      | J2 League             | 42           | 0            | 0                     | 0                     | -             | -             | -        | -         | -       | -         | 42        | 0         |
| Tổng cộng sự nghiệp   | Tổng cộng sự nghiệp   | Tổng cộng sự nghiệp   | 46           | 0            | 7                     | 0                     | 7             | 0             | 2        | 0         | 1       | 0         | 63        | 0         |

1Bao gồm Siêu cúp Nhật Bản, Giải bóng đá Cúp câu lạc bộ thế giới và J. League Championship.